# Campeonato Africano de Atletismo de 2018 - Salto em distância masculino
A prova do salto em distância masculino do Campeonato Africano de Atletismo de 2018 foi disputada no dia 2 de agosto, no Estádio Stephen Keshi, em Asaba,  na Nigéria. 

## Recordes
Antes desta competição, os recordes mundiais e do campeonato nesta prova eram os seguintes:
|                       | Nome           | Nacionalidade  | Distância | Local         | Data                 |
| --------------------- | -------------- | -------------- | --------- | ------------- | -------------------- |
| Recorde mundial       | Mike Powell    | Estados Unidos | 8m 95 cm  | Tóquio        | 30 de agosto de 1991 |
| Recorde do campeonato | Ruswahl Samaai | África do Sul  | 8m 40cm   | Durban        | 23 de junho de 2016  |
| Recorde africano      | Luvo Manyonga  | África do Sul  | 8m 65cm   | Potchefstroom | 22 de abril de 2017  |

Os seguintes recordes foram estabelecidos durante esta competição:
| Data        | Evento | Atleta         | Nacionalidade | Distância | Notas                 |
| ----------- | ------ | -------------- | ------------- | --------- | --------------------- |
| 2 de agosto | Final  | Ruswahl Samaai | África do Sul | 8m 45cm   | Recorde do campeonato |

## Medalhistas
| Ouro                 | Prata               | Bronze               |
| Ruswahl Samaai (RSA) | Luvo Manyonga (RSA) | Yahya Berrabah (MAR) |

## Cronograma
Todos os horários são locais (UTC+1). 
| Data        | Hora  | Evento |
| ----------- | ----- | ------ |
| 2 de agosto | 18:35 | Final  |

## Resultado final
| Posição           | Atleta             | Nacionalidade      | #1    | #2    | #3    | #4   | #5   | #6   | Resultado | Notas                 |
| ----------------- | ------------------ | ------------------ | ----- | ----- | ----- | ---- | ---- | ---- | --------- | --------------------- |
| Medalha de ouro   | Ruswahl Samaai     | África do Sul      | 8.05  | 8.27  | 8.31  | 8.45 | 8.44 | 8.27 | 8.45      | Recorde do campeonato |
| Medalha de prata  | Luvo Manyonga      | África do Sul      | 7.93  | 8.20  | 8.25w | 8.43 | 8.42 | 8.36 | 8.43      |                       |
| Medalha de bronze | Yahya Berrabah     | Marrocos           | x     | 8.14w | 8.09  | x    | x    | x    | 8.14w     |                       |
| 4                 | Yasser Triki       | Argélia            | x     | 8.01  | x     | x    | x    | 7.93 | 8.01      |                       |
| 5                 | Cheswill Johnson   | África do Sul      | x     | 7.86w | 7.49  | 7.68 | 5.06 | x    | 7.86w     |                       |
| 6                 | Romeo N'Tia        | Benim              | 7.65  | 7.76  | x     | x    | x    | x    | 7.76      |                       |
| 7                 | Lazare Simklina    | Togo               | 7.71  | 4.99  | x     | x    | x    | x    | 7.71      |                       |
| 8                 | Marcel Mayack II   | Camarões           | 7.69w | 7.51  | –     | –    | –    | –    | 7.69w     |                       |
| 9                 | Thierry Konan      | Costa do Marfim    | 7.46w | 7.60  | x     |      |      |      | 7.60      |                       |
| 10                | Omod Okugn         | Etiópia            | x     | 7.58  | 7.46  |      |      |      | 7.58      |                       |
| 11                | Kiplagat Cherono   | Quênia             | 7.48  | 7.51  | 7.46  |      |      |      | 7.51      |                       |
| 12                | Mohcine Khoua      | Marrocos           | x     | 7.49  | x     |      |      |      | 7.49      |                       |
| 13                | Appolinaire Yinra  | Camarões           | 7.47  | 7.32  | 7.28  |      |      |      | 7.47      |                       |
| 14                | Benjamin Onyekwelu | Nigéria            | 7.41w | 7.41w | 7.31  |      |      |      | 7.41w     |                       |
| 15                | Donard Nkwemy      | Camarões           | 6.38  | 7.03w | 7.40  |      |      |      | 7.40      |                       |
| 16                | Bethwel Lagat      | Quênia             | 7.38  | x     | x     |      |      |      | 7.38      |                       |
| 17                | Adir Gur           | Etiópia            | 7.34  | x     | x     |      |      |      | 7.34      |                       |
| 18                | Archel Biniakounou | República do Congo | 6.81  | x     | 7.11  |      |      |      | 7.11      |                       |
| 19                | Idrissa Compaore   | Burquina Fasso     |       |       |       |      |      |      | DNS       |                       |
| 19                | Micheal Gwandu     | Tanzânia           |       |       |       |      |      |      | DNS       |                       |

Legenda
| Recorde mundial       | Recorde mundial (World record)               |                       | Recorde africano                      | Recorde africano (African) |                                           | Q | Classificado por posição (Qualified) |
| Recorde do campeonato | Recorde do campeonato (Championship record)  | Recorde da América    | Recorde da América (Americas)         | q                          | Classificado por melhor tempo (Qualified) |   |                                      |
| Melhor marca do ano   | Melhor marca do ano (World leading)          | Recorde asiático      | Recorde asiático (Asian)              | DNS                        | Não largou (Did not start)                |   |                                      |
| Recorde nacional      | Recorde nacional (National record)           | Recorde europeu       | Recorde europeu (European)            | DNF                        | Não terminou (Did not finish)             |   |                                      |
| Recorde pessoal       | Recorde pessoal do atleta (Personal best)    | Recorde da Oceania    | Recorde da Oceania (Oceania)          | DSQ / DQ                   | Desclassificado (Disqualified)            |   |                                      |
| Recorde da temporada  | Recorde da temporada do atleta (Season best) | Recorde sul-americano | Recorde sul-americano (South America) | NM                         | Sem marca (No mark)                       |   |                                      |